# Eliot Higgins
Eliot Ward Higgins (nacido en enero de 1979), quien anteriormente escribió bajo el seudónimo de Brown Moses, es un periodista ciudadano británico y exbloguero, conocido por usar fuentes abiertas y redes sociales para sus investigaciones. Es el fundador de Bellingcat, un sitio web de periodismo de investigación que se especializa en verificación de hechos e inteligencia de fuente abierta. Ha investigado incidentes que incluyen la Guerra Civil Siria, la Guerra Ruso-Ucraniana, el derribo del vuelo 17 de Malaysia Airlines y el envenenamiento de Serguéi y Yulia Skripal. Logró la atención de los principales medios por primera vez al identificar armas en videos subidos del conflicto sirio.

## Biografía
Higgins nació en Shrewsbury, Inglaterra, en enero de 1979. Abandonó la escuela secundaria, asistió a la escuela secundaria Adams de Haberdashers en Shropshire de 1990 a 1995.
Antes de su actividad periodística trabajó en finanzas y administración. En 2012 comenzó a escribir un blog sobre la guerra civil siria, en ese momento estaba desempleado y pasaba los días cuidando a su hijo en casa. Su esposa es turca. Higgins tomó el seudónimo de Brown Moses de la canción de Frank Zappa "Brown Moses" del álbum Thing-Fish.
Los análisis de Higgins sobre las armas sirias, que comenzaron como un pasatiempo en su tiempo libre, son citados con frecuencia por la prensa y grupos de derechos humanos y han dado lugar a debates parlamentarios. Su blog Brown Moses comenzó en marzo de 2012 cubriendo el conflicto sirio. Higgins opera monitoreando más de 450 canales de YouTube diariamente en busca de imágenes de armas y rastreando cuándo aparecen nuevos tipos en la guerra, dónde y con quién. Según el reportero de The Guardian, Matthew Weaver, Higgins ha sido "alabado como una especie de pionero" por su trabajo. Higgins no tiene experiencia ni entrenamiento en armas y es completamente autodidacta, y dice que "antes de la primavera árabe, no sabía más sobre armas que el propietario promedio de Xbox. No tenía conocimiento más allá de lo que había aprendido de Arnold Schwarzenegger y Rambo".
Higgins comenzó a informar sobre el uso de bombas de barril improvisadas por parte del gobierno sirio en 2012, cuando se informó por primera vez de su uso.
Otros aspectos del conflicto sirio descubiertos y documentados por Higgins incluyen el uso de bombas de racimo en 2012, que el gobierno sirio negó haber usado; la proliferación de misiles buscadores de calor lanzados desde el hombro conocidos como MANPADS; y la proliferación de armas de fabricación croata que supuestamente estaban conectadas con los Estados Unidos, una historia que The New York Times retomó más tarde. También investigó en detalle el presunto uso de armas químicas por parte del régimen sirio, incluido el ataque químico de Guta. Higgins también ha realizado trabajos por contrato para Human Rights Watch y Action on Armed Violence. El trabajo de Higgins sobre quién fue responsable de los ataques con gas sarín en la guerra civil siria fue criticado en una carta a la London Review of Books por Theodore Postol del Instituto de Tecnología de Massachusetts y exinspector de armas de la ONU.
Higgins usó la geolocalización para publicar una estimación de dónde se grabó el video de la ejecución de James Foley fuera de Raqqa, un bastión del Estado Islámico en el centro-norte de Siria. Higgins usó marcadores visuales en fotogramas del video y su interpretación de imágenes satelitales del terreno alrededor de Raqqa.
Desde 2016 hasta principios de 2019, Higgins fue miembro principal de los proyectos del Laboratorio de Investigación Forense Digital y de la Iniciativa Europa Futura del Atlantic Council. En 2018, Higgins fue investigador asociado visitante en el Centro de Estudios de Ciencia y Seguridad (CSSS) en el Departamento de Estudios de Guerra en el King's College de Londres e investigador invitado en el Centro de Derechos Humanos de la Universidad de California en Berkeley. En octubre de ese año, Higgins fue el tema del programa Profile de BBC Radio Four.

## Bellingcat
El 15 de julio de 2014, Higgins inició un nuevo sitio web llamado Bellingcat para que los periodistas ciudadanos investiguen eventos actuales utilizando información de fuente abierta como videos, mapas e imágenes. Su lanzamiento fue financiado por una campaña de Kickstarter. Los analistas de código abierto autodidactas de Bellingcat incluyen a Higgins y ocho voluntarios.
Entre sus principales proyectos, Bellingcat ha investigado el derribo del vuelo 17 de Malaysia Airlines en Ucrania. Su trabajo está siendo considerado por la policía holandesa que investiga el accidente, y los investigadores han entrevistado a Higgins dos veces. Bellingcat ha sugerido que el misil antiaéreo que golpeó el avión fue disparado por una unidad rusa, la brigada 53 Buk, con base en la ciudad de Kursk. El 31 de mayo de 2015, Bellingcat publicó un informe que alegaba, entre otras cosas, manipulación de fotografías de imágenes satelitales publicadas por el Ministerio de Defensa ruso. Las fotos se referían a la ubicación de los lanzadores de misiles Buk ucranianos en el momento en que el MH17 fue derribado.  Jens Kriese, un analista de imágenes profesional, criticó el uso que hace Bellingcat del análisis del nivel de error en su informe. Los hallazgos de Bellingcat sobre desde qué campo se disparó el misil fueron reivindicados en septiembre de 2016 por el Equipo Conjunto de Investigación MH17 liderado por los holandeses.

## Publicaciones

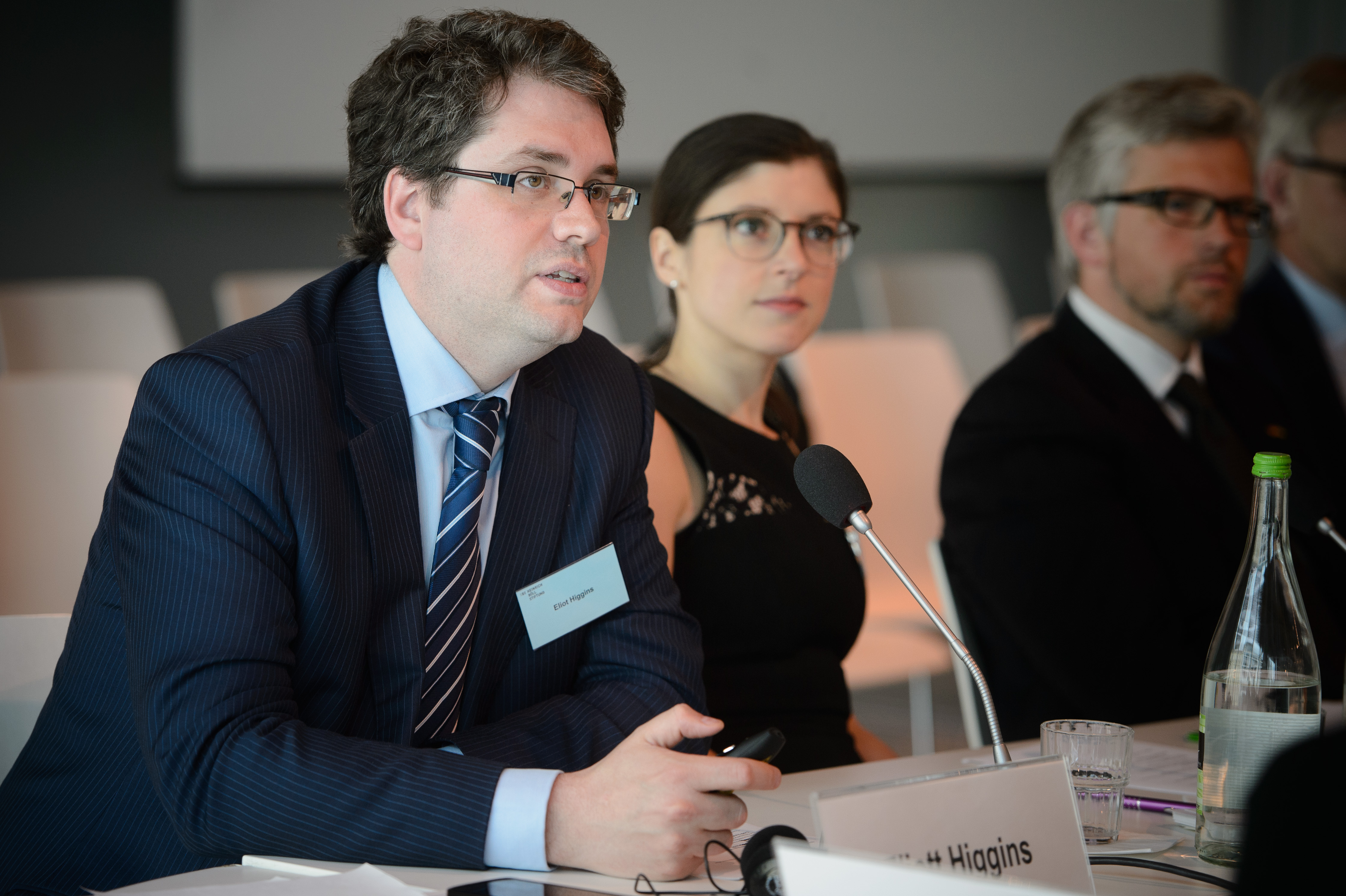
Eliot Higgins y Alina Polyakova, presentando "Hiding in Plain Sight"; Andrij Melnyk, Berlín, 2015

En 2015, Higgins fue uno de los cinco coautores del informe Hiding in Plain Sight: Putin's War in Ukraine publicado por el Atlantic Council, que examinó la participación militar rusa directa en Ucrania. Higgins, junto con un coautor del informe, Maks Czuperski del Atlantic Council, presentó Hiding in Plain Sight en el Parlamento Europeo junto con la figura de la oposición rusa Ilya Yashin y el exprimer ministro ruso Mikhail Kasyanov.
Higgins también fue uno de los cinco autores de un informe del Atlantic Council publicado en 2016, Distract, Deceive, Destroy, sobre el papel de Rusia en Siria.
El libro de Higgins de 2021 We Are Bellingcat documenta el auge del periodismo de investigación ciudadano y Bellingcat. Fue el libro de la semana de The Times y The Week en febrero de 2021.

## Recepción
Higgins ha recibido importantes elogios y apoyo de grupos de derechos humanos, periodistas y organizaciones sin fines de lucro. En 2013, Peter Bouckaert, director de emergencias de Human Rights Watch, dijo que "Brown Moses se encuentra entre los mejores en lo que respecta al monitoreo de armas en Siria". El reportero de guerra del New York Times, CJ Chivers, dijo, en 2013, que sus colegas periodistas tienen una deuda con los reportajes de investigación de Higgins en Siria. “Muchas personas, lo admitan o no, han estado confiando en el trabajo diario de ese blog para seleccionar los incontables videos que circulan del conflicto”, dijo. Amnistía Internacional dijo, en 2013, que el blog de Brown Moses fue vital para demostrar que el gobierno sirio estaba usando misiles balísticos, información que luego se utilizó para enviar una misión de investigación a Siria.
Higgins ha sido tema de interés para los medios británicos y estadounidenses. En 2015, la reportera de News Limited, Victoria Craw, lo describió como "uno de los periodistas ciudadanos más destacados del mundo". Ha sido perfilado en forma impresa por The Guardian, The Independent, The Huffington Post, y The New Yorker. Las funciones de televisión han sido dirigidas por Channel 4 News y CNN International. También ha sido cubierto por fuentes no inglesas.
Se otorgó un premio Hanns Joachim Friedrichs (Sonderpreis) de 2015 a la excelencia en periodismo a Higgins y Bellingcat. En 2019, fue anunciado como uno de los pensadores globales de la revista Foreign Policy. En 2021, fue nombrado una de las 28 personas más influyentes de Europa, en la categoría "Disruptores", por Politico Europe.

## Otras lecturas
- Asthana, Anushka (13 de marzo de 2019). «Syria, Skripal and MH17: how Bellingcat broke the news – podcast». The Guardian. Consultado el 22 de febrero de 2021.
- Smith, Robbie (18 de diciembre de 2020). «Londoner's Diary: Bellingcat chief Elliot Higgins says 'our profile is the only thing that protects us'». Evening Standard. Consultado el 22 de febrero de 2021.